# Монако на Европском првенству у атлетици на отвореном 2014.
Монако је учествовао на Европском првенству у атлетици на отвореном 2014. одржаном у Цириху од 12. до 17. августа. Репрезентацију Монака представљао је један спортиста који се такмичио у трчању на 100 метара. То је било пето учешће Монака на европском првенству у атлетици на отвореном.
На овом првенству представник Монака није освојио ниједну медаљу, али поставио је лични рекорд.

## Учесници
| Дисциплина | Мушкарци     | Жене |
| ---------- | ------------ | ---- |
| 100 м      | Томас Болати |      |

### Мушкарци
| Атлетичар    | Дисциплина | Лични рекорд | Квалификације | Квалификације | Полуфинале           | Полуфинале           | Финале               | Финале       | Детаљи |
| Атлетичар    | Дисциплина | Лични рекорд | Резултат      | Место         | Резултат             | Место                | Резултат             | Место        | Детаљи |
| ------------ | ---------- | ------------ | ------------- | ------------- | -------------------- | -------------------- | -------------------- | ------------ | ------ |
| Томас Болати | 100 м      | 12,30        | 11,94 ЛР      | 2. у гр. 1    | Није се квалификовао | Није се квалификовао | Није се квалификовао | 36 / 36 (37) |        |